# Jan Novák (kompozytor)
Jan Novák (ur. 8 kwietnia 1921 w m. Nová Říše, zm. 17 listopada 1984 w Neu-Ulm) – czeski kompozytor.

## Życiorys
Studiował u Viléma Petrželki w konserwatorium w Brnie (1940–1946) oraz u Pavla Bořkovca w Akademii Sztuk Scenicznych w Pradze (1946–1947). Uzupełniające studia muzyczne odbył u Aarona Coplanda w Berkshire Music Center w Tanglewood (1947) oraz u Bohuslava Martinů w Nowym Jorku (1947–1948). W 1948 roku osiadł w Brnie, działał jako kompozytor muzyki teatralnej i filmowej. Jego kompozycje cieszyły się popularnością wśród publiczności, były jednak krytykowane przez władze za „kosmpololityczny formalizm”. Nonkonformistyczny w swojej postawie Novák został w 1961 roku usunięty ze związku kompozytorów czechosłowackich z powodu odmowy wzięcia udziału w wyborach. Po stłumieniu Praskiej Wiosny w 1968 roku uciekł do Danii. W latach 1970–1977 mieszkał we Włoszech, następnie osiadł w Niemczech Zachodnich. W Czechosłowacji wykonywanie jego utworów było zakazane aż do czasów aksamitnej rewolucji.
Pośmiertnie otrzymał Medal za Zasługi I stopnia (1996).

## Twórczość
Pozostawał pod silnym wpływem twórczości Bohuslava Martinů. W początkowym okresie swojej działalności kompozytorskiej, do końca lat 50. XX wieku, tworzył w stylistyce neoklasycznej. Później zaczął posługiwać się elementami dodekafonii oraz stylistycznymi nawiązaniami do muzyki jazzowej. Sporadycznie eksperymentował z techniką aleatoryczną i nietypowym instrumentarium, m.in. głosami ptaków i zegarowymi kukułkami nagranymi na taśmę.
Ważne miejsce w twórczości Nováka odgrywała opanowana przez kompozytora w stopniu biegłym łacina. Od lat 60. jego dzieła zostają zdominowane przez utwory wokalno-instrumentalne osadzone w tym języku. Kompozytor sięgał po poezje autorów antycznych (m.in. Marcjalisa, Horacego i Wergiliusza), fragmenty z książki kucharskiej Apicjusza i Carmina Burana oraz własne teksty pisane po łacinie.

## Wybrane kompozycje
(na podstawie materiałów źródłowych)

### Utwory orkiestrowe
- Taneční suita (1946)
- Koncert obojowy (1952)
- Koncert na 2 fortepiany i orkiestrę (1955)
- Filharmonické tance (1956)
- Capriccio na wiolonczelę i orkiestrę (1958)
- Musica caesariana na orkiestrę dętą (1960)
- Concentus Eurydicae na gitarę i orkiestrę smyczkową (1971)
- Odarum concentus na orkiestrę smyczkową (1973)
- Concentus biiugis na fortepian na 4 ręce i orkiestrę smyczkową (1976)
- Ludi symphoniaci (1978)
- Chorae vernales na flet, harfę, czelestę lub fortepian i małą orkiestrę (1980)
- Ludi concertantes na 18 instrumentów (1981)
- Symphonia bipartita (1983)

### Utwory kameralne
- Balletti a 9 na 9 instrumentów (1955)
- Concertino na kwintet dęty (1957)
- Ioci pastorales na 4 instrumenty dęte (1974)
- Choreae vernales na flet i fortepian (1977; wersja z orkiestrą 1980)
- Kwartet smyczkowy (1978)
- Sonata super „Hoson zes” na skrzypce lub flet i fortepian (1981)
- Sonata da chiesa I na altówkę i organy (1981)
- Sonata da chiesa II na flet i organy (1981)
- Sonata rustica na akordeon i fortepian (1982)
- Sonata tribus na flet, skrzypce i fortepian (1982)
- Aeolia na 2 flety i fortepian (1983)
- VII Metamorphoses in Pastorale L.v.B. na 6 instrumentów (1983)

### Utwory fortepianowe
- Toccata chromatica (1957)
- Odae (1979)
- Sonata (1980)
- Wariacje na temat Bohuslava Martinů na 2 fortepiany (1949; wersja orkiestrowa 1959)

### Utwory na głos i fortepian
- Horatii carmina (1959)
- Florilegium cantionum latinarum (1973)
- Schola cantans (1973)
- Cantica latina (1985)

### Utwory wokalno-instrumentalne
- Carmina sulamitis na mezzosopran i orkiestrę (1947)
- Píseň Závišova na tenora i orkiestrę (1957)
- Dulces cantilenae na sopran i wiolonczelę (1961)
- Passer Catulli na bas i 9 instrumentów (1961)
- Ioci vernales na bas, 8 wykonawców i taśmę (1964)
- Testamentum na chór i 4 rogi (1966)
- oratorium Dido na mezzosopran, recytatora, chór męski i orkiestrę (1968)
- Mimus magicus na sopran, klarnet i fortepian (1969)
- Ignis pro Ioanne Palach na chór i orkiestrę (1969)
- Planctus troadum na alt, chór żeński, 8 wiolonczel, 2 kontrabasy i 2 perkusje (1969)
- Apicius modulatus na sopran, tenora i gitarę (1971)
- Orpheus et Eurydice na sopran, violę d’amore i fortepian (1971)
- Vernalis temporis symphonia na głosy solowe, chór i orkiestrę (1982)

### Utwory sceniczne
- widowisko muzyczne Komedie o umučeni a slavném vzkříšeni Pána a spasistele našeho Ježiše Krista (1965)
- opera Dulcitius (1977, wyst. Brno 1990)
- balet Svatební košile (1954, wyst. Pilzno 1955)
- balet ze śpiewem Aesopia (1981, wyst. Brno 1990)